# Mimoseae
Tribu
Classification phylogénétique
Synonymes
- Parkieae (Wight & Arn.) Endl.
- Adenanthereae (Benth.) Benth. & Hook.f.
- Piptadenieae Benth
- Mimozygantheae Burkart (1939)

Les Mimoseae sont une tribu de plantes à fleurs dicotylédones de la famille des Fabaceae, sous-famille des Mimosoideae, originaire des régions tempérées et surtout tropicales et subtropicales, qui comprend environ 40 genres et 860 espèces. Le genre type est Mimosa.

## Liste des genres
Selon NCBI (29 juillet 2018) :
- Adenanthera L., 1753
- Adenopodia C.Presl, 1851
- Alantsilodendron Villiers, 1994
- Amblygonocarpus Harms, 1897
- Anadenanthera Speg., 1923
- Aubrevillea Pellegr., 1933
- Calliandropsis
- Calpocalyx
- Chidlowia Hoyle, 1932
- Cylicodiscus
- Desmanthus Willd., 1806
- Dichrostachys (DC.) Wight & Arn., 1834
- Elephantorrhiza Benth., 1841
- Entada Adans., 1763
- Fillaeopsis
- Gagnebina
- Indopiptadenia Brenan
- Kanaloa Lorence & K.R.Wood, 1994
- Lemurodendron Villiers & P.Guinet, 1989
- Leucaena Benth.
- Microlobius
- Mimosa L.
- Neptunia
- Newtonia Baill., 1888
- Parapiptadenia Brenan
- Parkia R.Br., 1826
- Pentaclethra Benth.
- Piptadenia Benth.
- Piptadeniastrum Brenan
- Piptadeniopsis
- Pityrocarpa (Benth.) Britton & Rose
- Plathymenia
- Prosopidastrum Burkart, 1964
- Prosopis L., 1767
- Pseudopiptadenia Rauschert, 1982
- Pseudoprosopis Harms, 1902
- Schleinitzia Warb. ex Nevling & Niezgoda, 1978
- Stryphnodendron Mart.
- Tetrapleura
- Xerocladia Harv.
- Xylia Benth, 1842